# Großefehn
Großefehn è un comune di 14 138 abitanti della Bassa Sassonia, in Germania.
Appartiene al circondario (Landkreis) di Aurich (targa AUR).